# John Simon, 1:e viscount Simon
John Allsebrook Simon, 1:e viscount Simon, född 28 februari 1873 i Manchester, död 11 januari 1954 i London, var en brittisk jurist och politiker.
Simon är en av tre personer som innehaft de tre höga kabinettsämbetena: utrikesminister (1931–1935), inrikesminister (1915-1916 och 1935–1937) och finansminister (1937–1940). 

## Biografi
Han var utbildad jurist och tjänstgjorde som solicitor general 1910–1913 och attorney general 1913–1915 samt var även ordförande i Simonkommissionen under slutet av 1920-talet. Inledningsvis var han medlem i Liberal Party. I samband med den stora depressionen stödde han, i motsats till sitt parti, den "nationella regeringen" under Ramsay MacDonald. Efter valet 1931 ingick han i MacDonalds regering som utrikesminister och utnämndes samtidigt till partiledare för National Liberal Party. 
Han avgick som partiledare 1940 och utnämndes samtidigt till det prestigefyllda men mindre inflytelserika lordkanslerämbetet, vilket han innehade till 1945. Mot slutet av sin politiska karriär sympatiserade han med Conservative Party.